# Хартли, Гровер
Гровер Аллен Хартли (англ. Grover Allen Hartley; 2 июля 1888, Осгуд, Индиана — 19 октября 1964, Дейтона-Бич, Флорида) — американский бейсболист, тренер и ампайр. Выступал на позиции кэтчера. В Главной лиге бейсбола с перерывами выступал в течение четырнадцати сезонов. С 1934 по 2005 год оставался самым возрастным полевым игроком в истории лиги.

## Биография

### Ранние годы
Гровер Хартли родился 2 июля 1888 года на ферме в трёх милях от Осгуда в штате Индиана. С детства он увлекался бейсболом и в возрасте 16 лет начал играть за городскую команду Осгуда на позиции шортстопа. В 1907 году он играл за команду из города Сидар-Крик, ещё через год — в Версейлсе. В 1909 году его игру увидел Сэм Рэй, владевший профессиональным клубом из Батл-Крика в штате Мичиган. Он предложил Хартли зарабатывать игрой в бейсбол и тот согласился.
Капитан его новой команды играл на месте шортстопа и менять амплуа категорически отказался, после чего Хартли начал играть кэтчером. Через две недели он сломал палец и был вынужден вернуться домой, а после восстановления вернулся в команду Осгуда. Во второй половине 1909 года Хартли играл за команду «Чикаша Индианс», путешествовавшую по городам и зарабатывавшую проведением выставочных матчей. После этого он окончательно сделал выбор в пользу бейсбольной карьеры. В начале 1910 года он подписал контракт с клубом «Декейтур Коммодорс», в том же сезоне поиграл за «Спрингфилд Сенаторз» и «Толидо Мад Хенс».

### Главная лига бейсбола
В январе 1911 года Хартли стал игроком клуба Главной лиги бейсбола «Нью-Йорк Джайентс». Ожидания от его появления в команде были большими, но оправдать их он не смог. В составе «Джайентс» он провёл три сезона, сыграв за это время только в 59 матчах. В декабре 1913 года его обменяли в «Цинциннати Редс». Переход должен был стать началом нового этапа его карьеры, но Хартли быстро начал конфликтовать с владельцем клуба Огастом Херрманом и тренером Баком Херцогом. Причина этого остаётся неясной, по одной из версий Херрман был недоволен тем, что Хартли принимал участие во встрече Братства игроков, бывшего предшественником современного профсоюза игроков лиги. В результате Хартли отказался подписывать контракт с «Редс» и перешёл в клуб Федеральной лиги «Сент-Луис Террьерс». В составе команды он играл в течение двух лет существования лиги, проведя за это время 206 матчей.
В конце 1915 года Федеральная лига прекратила свою деятельность. Права на Хартли перешли к клубу «Сент-Луис Браунс». Он снова оказался запасным кэтчером и играл мало. В 1917 году его игровое время ограничилось 19 матчами. После этого Хартли был переведён в фарм-команду «Коламбус Сенаторз», где выполнял обязанности играющего главного тренера. В 1920 году он покинул «Сенаторз». Газеты New York Times и Atlanta Constitution сообщали о его переходе в «Сент-Луис Нэшионалс», а затем в «Лос-Анджелес Энджелс». По другим данным Хартли играл в «Сенаторз» до сентября 1924 года, когда его контракт был выкуплен клубом «Нью-Йорк Джайентс».
В течение трёх лет он был третьим кэтчером команды. В мае 1926 года Хартли покинул «Джайентс», перейдя в «Индианаполис Индианс» из Американской ассоциации. В конце сезона ему предложили контракт в «Бостон Ред Сокс». В их составе 39-летний кэтчер сыграл 107 матчей в регулярном чемпионате 1927 года. После завершения сезона его выставили на драфт отказов. С 1928 по 1930 год Хартли был одним из тренеров «Кливленд Индианс», иногда принимая участие в официальных матчах команды.

### Тренерская карьера
В 1931 году он получил предложение работы от «Питтсбург Пайрэтс». В команде он провёл три сезона, а весной 1934 года вошёл в тренерский штаб «Сент-Луис Браунс». В конце регулярного чемпионата Хартли вышел на поле в стартовом составе команды в возрасте 46 лет. Всего он сыграл за «Браунс» в пяти матчах, последнюю игру в карьере провёл 30 сентября 1934 года. Установленный им рекорд продержался до 2005 года, когда игрок первой базы «Атланты Брэйвз» Хулио Франко сыграл в возрасте 47 лет.
В 1935 году Хартли был ампайром на нескольких матчах Американской лиги. Ещё через год он покинул «Браунс» и несколько лет был владельцем и главным тренером нескольких команд младших лиг. В 1942 и 1943 годах он работал в департаменте зон отдыха в Колумбусе. В 1944 году, когда возобновила свою деятельность Лига штата Огайо, Хартли возглавил команду «Марион Диггерс». Проработав на этом посту чуть более сезона и не добившись успехов, он подал в отставку.
В сезоне 1946 года Хартли входил в тренерский штаб «Нью-Йорк Джайентс». Затем он работал управляющим делами в командах Дейтона-Бич Айлендерс и Лима Чифс. В 1950 году, ставшем для него последним в бейсболе, он тренировал «Фицджералд Пионирс» из Лиги штата Джорджия. После этого он переехал во Флориду, проживал в городе Дейтона-Бич. Гровер Хартли скончался 19 октября 1964 года.